# George Hyzler
George J. Hyzler (* 26. Mai 1926 in Żejtun; † 20. Januar 2011 in Qormi) war ein maltesischer Politiker der Partit Nazzjonalista (PN), der zwischen 1962 und 1995 Mitglied des Repräsentantenhauses sowie von 1992 bis 1995 Minister für soziale Sicherheit war.

## Leben
Hyzler absolvierte nach dem Schulbesuch ein Studium der Medizin an der Royal University of Malta, das er als Doktor der Medizin (M.D.) abschloss. 1954 trat er in das Royal Army Medical Corps und diente in der Folgezeit in der Garnison Aldershot. Nach seiner Rückkehr nach Malta war er zwischen 1954 und 1956 Arzt im St Luke’s Hospital in Pietà sowie anschließend im St Vincent de Paule Hospital.
Bei den Wahlen am 17. und 19. Februar 1962 wurde Hyzler für die Partit Nazzjonalista erstmals zum Mitglied des Repräsentantenhauses gewählt und gehörte diesem bis zu seinem Mandatsverzicht am 17. April 1995 an. 1965 wurde er Vertreter Maltas in der Parlamentarischen Versammlung des Europarates. Während dieser Zeit fungierte er von 1974 bis 1987 als Sprecher der Opposition für Gesundheit. Nach dem Wahlsieg der PN bei den Wahlen am 9. Mai 1987 wurde er von Premierminister Edward „Eddie“ Fenech Adami am 12. Mai 1987 als Parlamentarischer Sekretär für Gesundheit (Segretarju Parlamentari ghas-Sahha) in dessen erstes Kabinett berufen und übte dieses Amt auch in dessen zweiten Kabinett bis zum 27. Februar 1992 aus.
Nachdem Fenech Adami nach dem Sieg der PN bei den Wahlen am 22. Februar 1992 sein drittes Kabinett am 27. Februar 1992 bildete, wurde Hyzler Minister für soziale Sicherheit (Ministru ghas-Sigurta Socjali). Als solcher war insbesondere für Familien und Wohnungsbau zuständig. Während seiner Amtszeit als Minister engagierte er sich maßgeblich für die Gründung der Malteser Rotkreuzgesellschaft sowie des Nationalen Komitees der UNICEF. Am 17. April 1995 trat er als Minister zurück und legte zugleich sein Mandat im Repräsentantenhaus nieder.
Im Juni 1995 wurde Hyzler von UN-Generalsekretär Boutros Boutros-Ghali zum Direktor des von den Vereinten Nationen und der Regierung Maltas betriebenen Internationalen Instituts für Altersforschung (International Institute on Ageing) berufen und übte dieses Amt bis 1998 aus. Er war zugleich vom 1. November 1995 bis 1999 Botschafter in Polen, Tschechien und der Slowakei. Für seine langjährigen Verdienste wurde ihm am 13. Dezember 1998 das Offizierskreuz des National Order of Merit (UOM) verliehen. Er fungierte des Weiteren zwischen 1999 und 2009 als kommissarisches Staatsoberhaupt (Agent President tar-Repubblika) bei Ortsabwesenheit oder Verhinderung des jeweiligen Staatspräsidenten.
Aus seiner 1954 geschlossenen Ehe mit Elvira Bonnici gingen die drei Söhne George Mario, Karl und Mario. George Mario Hyzler wurde nach dem Ausscheiden seines Vaters aus dem Parlament 1995 dessen Nachfolger als Mitglied im Repräsentantenhaus.